# الشد-شفط (جراحة تجميلية)

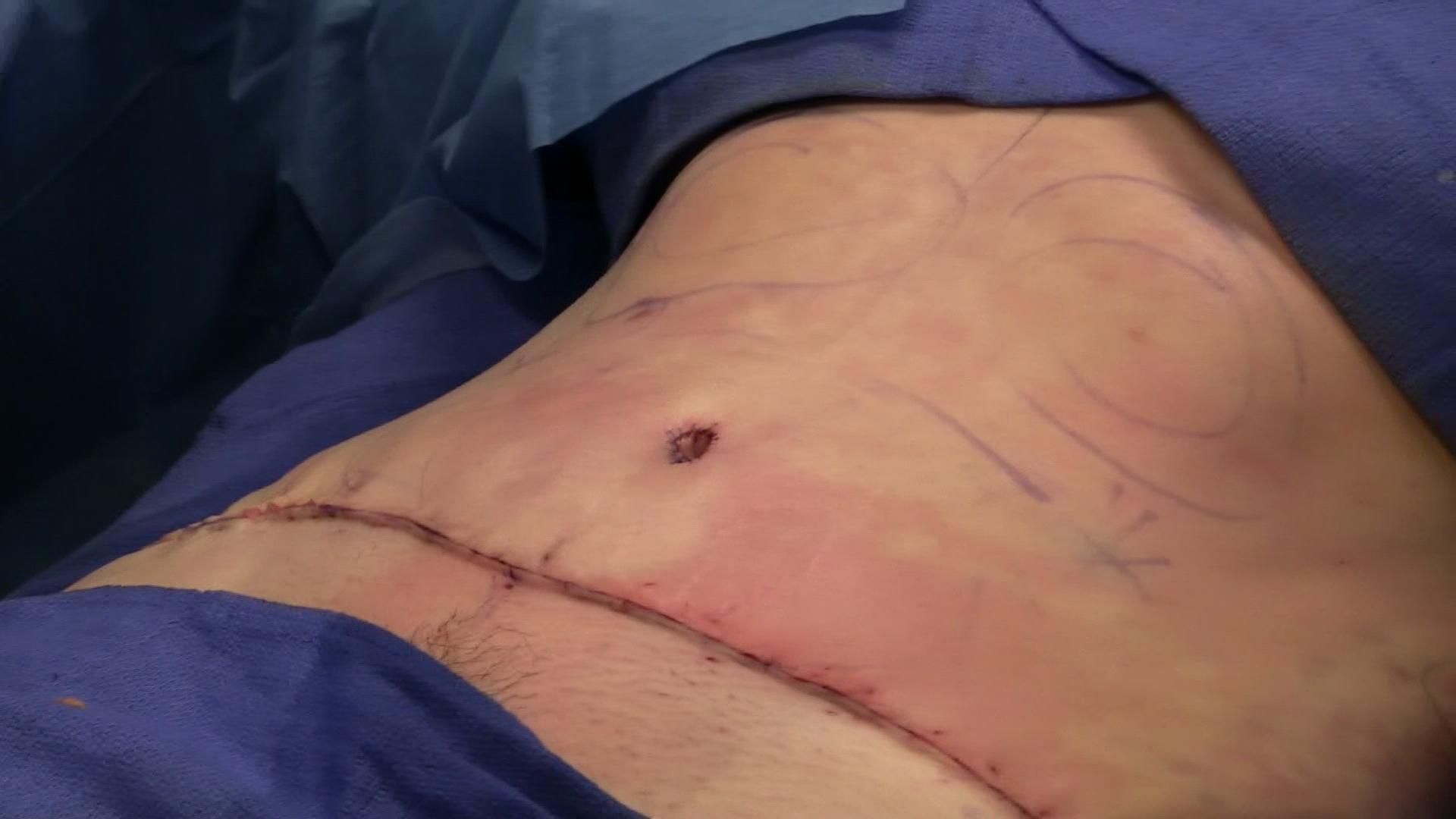
المنطقة المُخيطة بالكامل حيث تمت إزالة ما يقرب من 100 سم مربع من الجلد أثناء عملية شد البطن وشفط الدهون (المعروفة أيضًا باسم "شد الدهون"). لاحظ السرة "الجديدة" (زر البطن) التي تم إعادة ربطها بالفتحة التي تم إنشاؤها حديثًا.

شد-شفط هي جراحة مسجّلة عام 2006 من قبل الدكتور أحمد أحمدي. وهي عبارة عن عملية تجميلية واحدة تجمع بين شد البطن وشفط الدهون.

## العملية
بعض عمليات شد البطن، بينما تزيل دهون البطن، لا تغير شكل الوركين والفخذين وسمنة البطن. كبديل لذلك، يمكن الحصول على المظهر المطلوب من خلال إجراءات متعددة: شد البطن أولاً، ثم شفط الدهون. تعتبر الشد-شفط عملية «شد البطن» التقليدية مع شفط دهون كبيرة من البطن والوركين والفخذين. يتضمن الشد-شفط أيضًا إعادة ضبط موضع سرة المريض، بما أن الجلد الزائد الذي تمت إزالته بشكل عام يشمل الجلد الأصلي.
يصف أحد جراحي التجميل في أستراليا عملية الشد-شفط كعملية «تميل إلى أن تكون أكثر أمانًا» لأنها تستخدم شفط الدهون المتورم، وهي عمليات «تخدر وتلين الدهون» والتي «تتجنب النزيف». يعتبر الشد-شفط أيضًا أكثر روتينية، ويمكن إجراء العملية للمرضى الخارجيين.  يمكن أن يَتبع الشد-شفط خطر الإصابة بالورم المصلي، والذي يحدث عندما تتجمع بعض السوائل في المنطقة الجراحية وتتطلب شقًا صغيرًا لتصريفها بعد ذلك. 
لا تعد الجمعية الأمريكية لجراحي التجميل حاليًا المصطلح «شد-شفط» اسمًا تجاريًا معتمدًا من قِبل هيئة الغذاء والدواء (FDA) لعلاجات جراحية تجميلية محددة. مع ذلك، تم تسجيل المصطلح بنجاح في عام 2006 من قبل أحمد أحمدي، جراح التجميل في Sugar Land، تكساس.

## الاستخدام الحالي
غالبًا تستخدم عملية الشد-شفط من قبل جراحي التجميل في جميع أنحاء العالم؛ تستخدم العديد من العمليات الآن مزيجًا من شد البطن وشفط الدهون ونحت الأرداف.  بدأ الممارسون أيضًا في تقديم «عمليات تجميل ما بعد الولادة»، والتي تتضمن مزيجًا من شفط الدهون وشد البطن من بين التحسينات الأخرى، وأكثرها شيوعًا تكبير الثدي. وقد أطلق على هذه «تجميل ما بعد الولادة الثلاثي». 